# 애스턴 마틴 DB11
애스턴 마틴 DB11(영어: Aston Martin DB11)은 애스턴 마틴에서 2016년부터 2023년까지 생산했던 GT카이다.

## 생산
DB11 쿠페 시사회 기간 동안 1,400대 이상의 자동차가 주문되었으며2016년 9월 28일에 공식적으로 생산이 시작되었다.

## 변형 차종

### 애스턴 마틴 DB11 볼란테

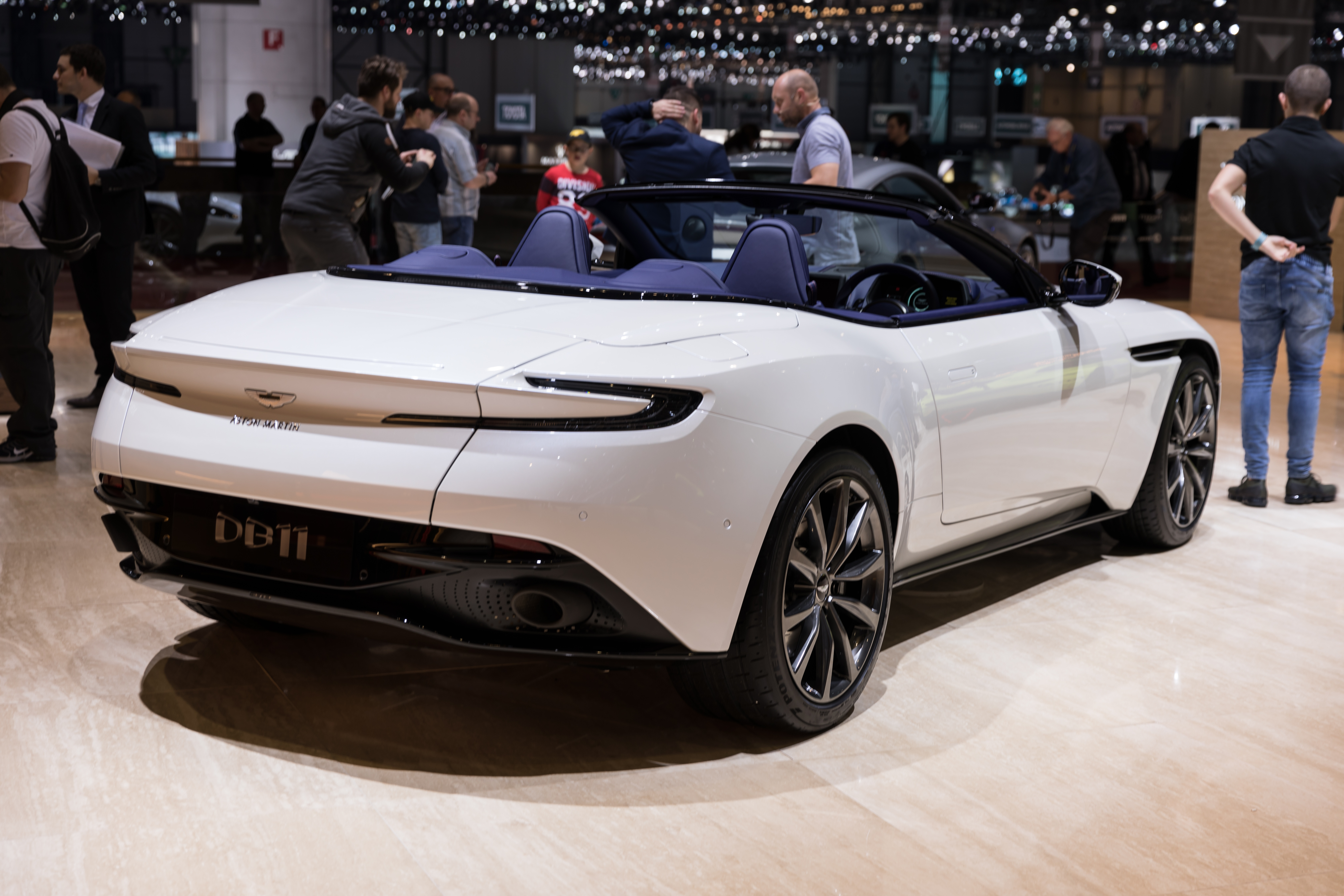
DB11 볼란테

에스턴 마틴은 2018년에 DB11 볼란테 (이탈리아어로 '날다'를 의미함)라는 컨버터블 버전의 DB11을 출시했다. 전면/후면 중량 분포가 47/53이며, 토크는 더 높지만 동일한 4.0리터 M177 트윈 터보 차저 V8 엔진과 DB11 V8 쿠페를 공유한다. 볼란테는 301 km/h (187 mph)의 최고 속도에 도달하기 전에 4.1초 0–100 km/h (0–62 mph)로 가속할 수 있도록 하는 V8 쿠페 동일한 전력 출력을 갖는다. 에스턴 마틴은 5.2 리터 AE31을 장착할 계획이 없다고 발표했다. 볼란테의 트윈 터보 차저 V12 엔진은 무수히 많은 섀시 강화 부품으로 인해 자동차의 무게가 V8 쿠페보다 이미 110 kg (243 lb) 더 무거우며 볼란테의 구조적 무결성을 그대로 유지하고 고속에서도 안정적으로 유지한다.

### 애스턴 마틴 DB11 V12
2018년 5월 애스턴 마틴은 이전 버전보다 더 강력하고 성능 지향적 인 DB11 V12를 대체하는 DB11 AMR을 공개했다. 이전 모델인 DB11 V12는 생산된 지 18개월 밖에 되지 않았으며 이러한 움직임은 새로운 V8 DB11의 성능이 예상보다 우수하여 V12와의 성능 격차를 줄였기 때문인 것으로 보인다.
5.2리터 AE31 트윈 터보 차저 V12 엔진에서 639PS (470kW, 630hp)로 출력이 증가하였으며 더 빠른 기어를 위한 8 단 자동 변속기의 수정된 변속 프로그래밍과 같이 나가는 모델에 비해 크게 개선되었다. 0–97 km/h (0–60 mph) 가속 시간이 3.5초로 개선되었으며 최고 속도는 335 km/h (208 mph)로 증가했다. 다른 독특한 기능으로는 Sport & Sport + 모드보다 공격적인 배기 노트, 블랙 루프, 어두운 내부 트림 및 새로운 3.5kg 라이터, 20인치 단조 알로이 휠이 있다.
애스턴 마틴은 생산 초기에 라임 그린 액센트가 있는 스털링 그린 페인트 구성을 특징으로 하는 100대의 DB11 AMR 시그니쳐 에디션을 한정 생산했다. 볼란테 GTE 레이스카에서 볼 수 있는 것과 유사하다. 라임 그린 스티치가 있는 블랙 인테리어 트림과 글로스 블랙 단조 20 인치 알로이 휠. DB11 AMR의 가격은 GB £ 174,995이고 시그니쳐 에디션은 GB £ 201,995에 판매되며 출고는 2018년 여름에 시작되었다.

## 비디오 게임에서의 등장
- 아스팔트 9: 레전드

### 서지

#### 잡지
- Duff, Mike (2015년 2월 3일). “Lagonda, not forgotten”. 《Autocar》. 6188호. 44–49쪽. ISSN 1355-8293.

#### 서적
- Dowsey, David (2010) [2007]. 《Aston Martin: Power, Beauty and Soul》. The Images Publishing Group. ISBN 978-1-8647-0424-2.
- Loveys, Richard (2015). 《Aston Martin》. Bloomsbury Publishing. ISBN 978-1-7844-2074-1.
- Noakes, Andrew (2019) [2017]. 《Aston Martin DB: 70 Years》. Quarto Publishing Group UK. ISBN 978-1-7813-1928-4.
- Taylor, James (2024). 《Aston Martin DB9 and Vanquish: The Complete Story》. Crowood Press. ISBN 978-0-7198-4316-7.